# Karmelitinnenkirche zum hl. Josef (Graz)

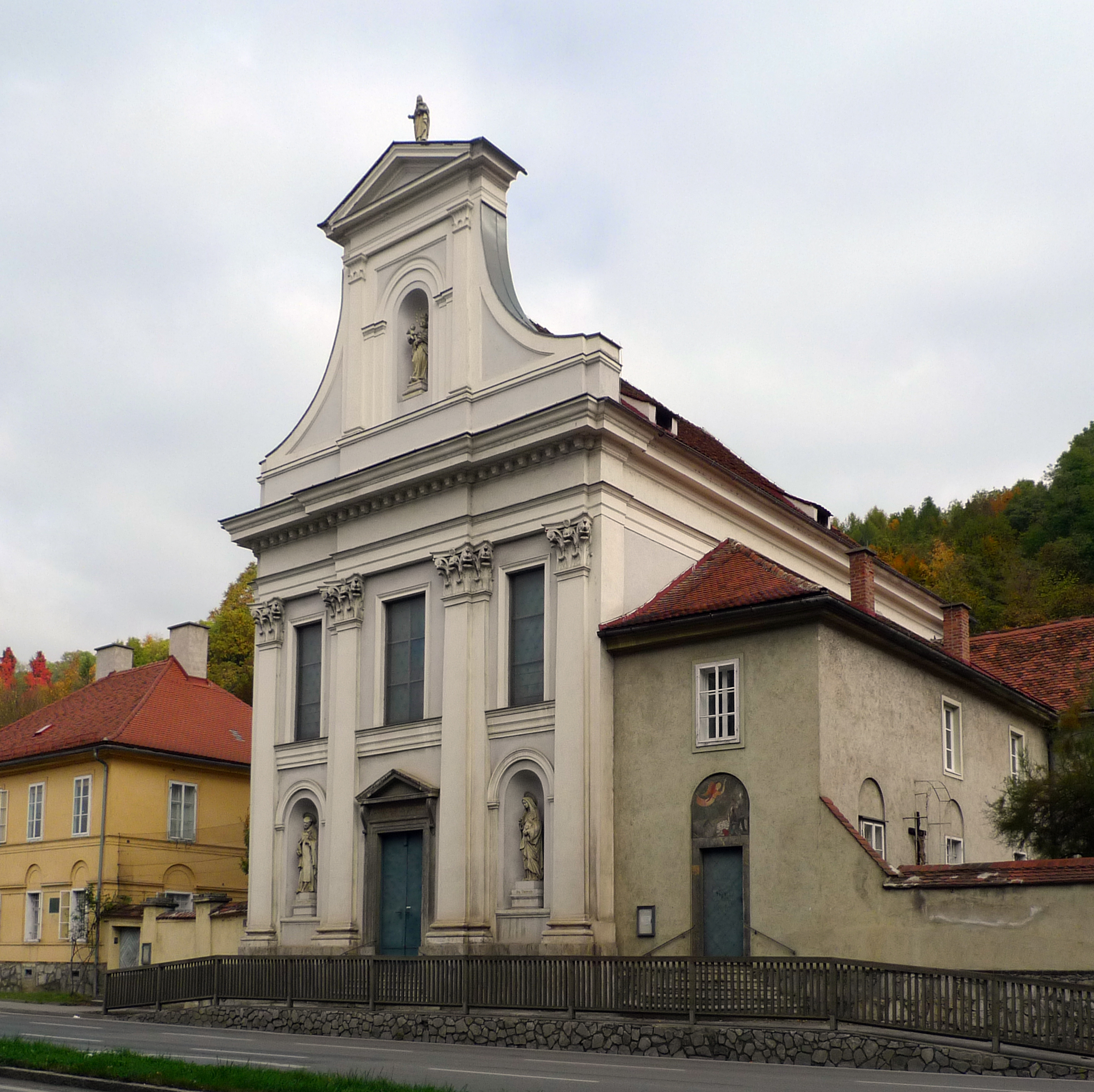
Karmelitinnenkirche zum hl. Josef

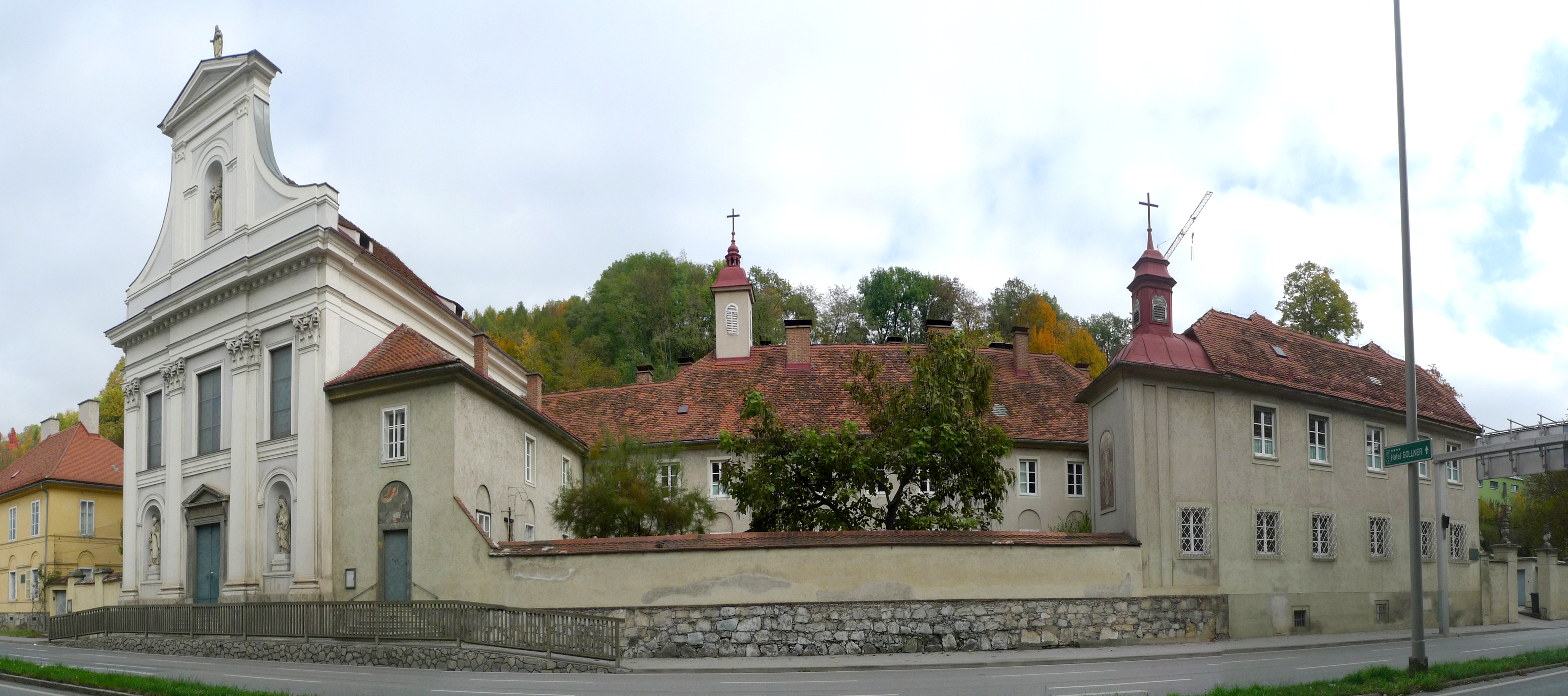
Konvent mit Klosterkirche

Die Karmelitinnenkirche zum hl. Josef ist ein römisch-katholischer Kirchenbau im dritten Grazer Gemeindebezirk Geidorf, der die Klosterkirche eines Konvents der Unbeschuhten Karmelitinnen ist. Zuvor gab es in Graz schon einmal eine dem hl. Josef gewidmete Kirche, die in den 1930er Jahren abkommen ist.

## Konvent und Kirche der Karmelitinnen in der Grabenstraße

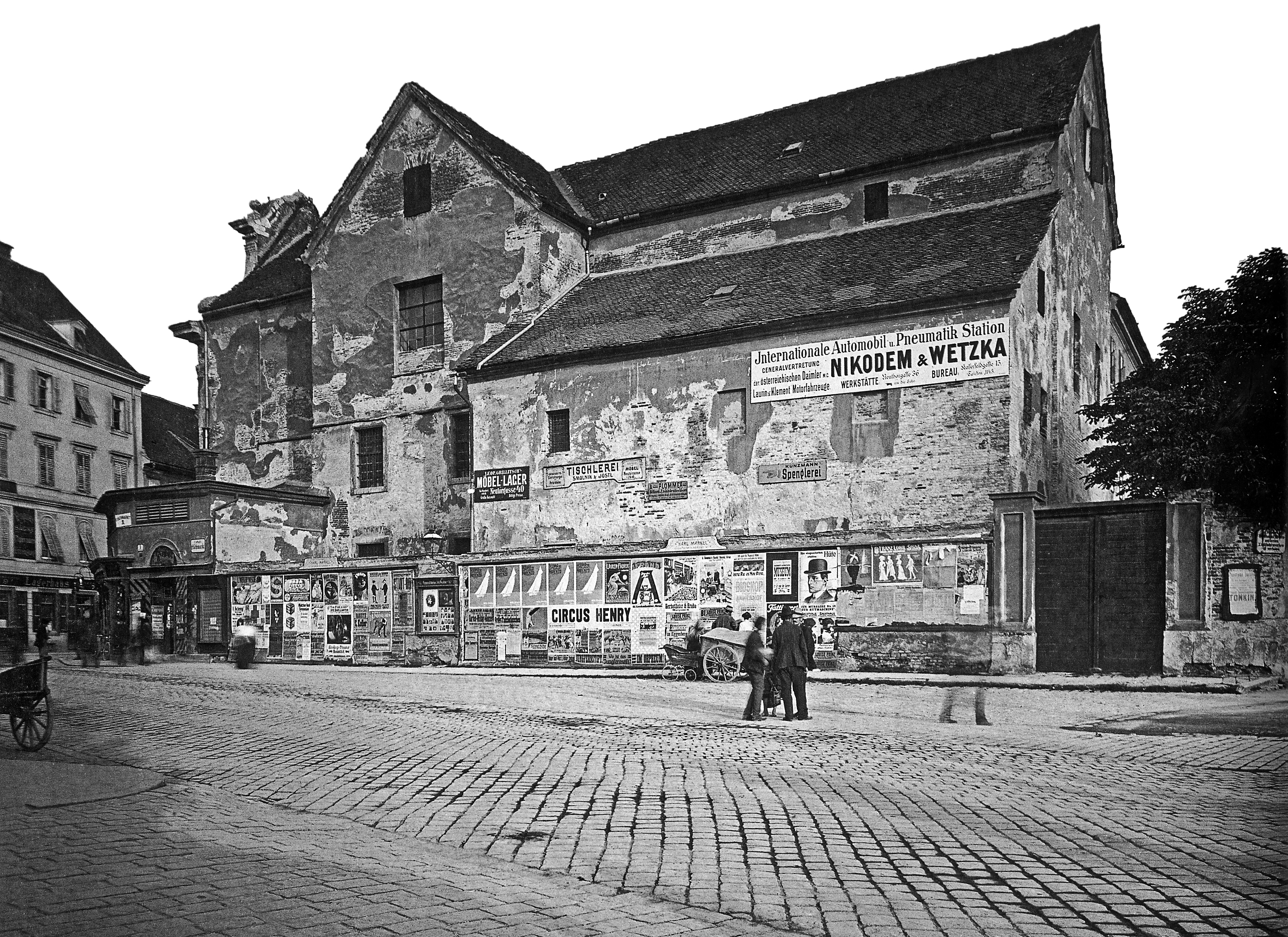
Altes k.k. Militär-Monturdepot (um 1911), bis 1782: Karmelitinnenkloster, Fischplatz 1 (heute Andreas-Hofer-Platz)

Anfang des 19. Jahrhunderts versuchten die Karmelitinnen, das Anwesen mit der kleinen Kirche Maria Schnee zu erwerben, was jedoch misslang. Maria Schnee wurde später den Unbeschuhten Karmeliten zugesprochen. 1836 ließen die Karmelitinnen sich deswegen am Fuß des Rosenberges in der Grabenstraße nieder. Ein dort bereits bestehender Bau aus dem späten Biedermeier wurde zum Konvent umgebaut und erweitert. Die turmlose, einschiffige Kirche selber ist im Klostergebäude integriert und weist mit ihrer Fassade in Richtung Grabenstraße.

## Ehemalige Karmelitinnenkirche am Andreas-Hofer-Platz
Das erste Kloster der Unbeschuhten Karmelitinnen in Graz am ehemaligen Fischplatz (dem heutigen Andreas-Hofer-Platz)/Neutorgasse () wurde 1641 von der zweiten Ehefrau Kaiser Ferdinands II. (1578–1637), Eleonora Gonzaga (1598–1655), gestiftet und 1654 seiner Bestimmung übergeben. Die Klosterkirche wurde 1660 geweiht. Im Zuge des Josephinismus wurde das Kloster am 12. Jänner 1782 aufgelöst und die Kirche gesperrt. Der Komplex wurde zwei Jahre später dem Militärärar überlassen. Zunächst diente die Anlage als Militär-Erziehungshaus, danach richtete die K. K. Militär-Monturs-Oeconomie-Commission darin ein Monturdepot (Nr. 3) ein. Nach dem Ankauf der Liegenschaft durch die Stadt Graz begann man im Mai 1914 mit dem Abbruch des weit in den heutigen Andreas-Hofer-Platz ragenden Bauteils, um an dieser Stelle bis Dezember 1915 einen wettbewerbsgestützten Neubau der Handels- und Gewerbekammer fertigzustellen. Das Bauausführung unterblieb jedoch kriegsbedingt, das Projekt wurde später nicht wieder aufgenommen.
Vom Kloster und der dazugehörigen Kirche ist nach den letzten Abrissarbeiten im Jahre 1934 nichts mehr übrig geblieben. Von der Kirchenausstattung sind einige wertvolle Stücke in Grazer Kirchen und Museen erhalten. Heute steht an der Stelle des südlichen Teils des ehemaligen Klosters das Gebäude der Holding Graz.